# Eruzione dell'Etna del 2004-2005
L'eruzione dell'Etna del 2004 è durata dal 7 settembre all'8 marzo dell'anno seguente. Essa è nota soprattutto per la quasi assenza di gas nel magma che non ha permesso la formazione di coni di scorie e/o fontane di lava. Si è trattato di un'eruzione piuttosto debole, sintomo di una ripresa dell'attività eruttiva dopo la violenta eruzione del 2002

## Fasi dell'eruzione

### Inizio
L'eruzione inizia improvvisamente alle 11,30 del 7 settembre 2004 quando si apre una piccola frattura alla base del Cratere di Sud-Est. Da qui comincia a fuoriuscire una lentissima colata che si ferma durante la stessa giornata dopo aver percorso 300 m.
La frattura però nei giorni successivi continua ad espandersi e in alcuni punti inizia a fuoriuscire vapore bianco, sintomo che il magma si trova molto vicino alla superficie. Il 10 settembre da un punto di questo campo di fratture a quota 2650 m inizia a sgorgare nuovamente lava, stavolta la colata sembra più alimentata e inizia a scorrere verso il fondo della Valle del Bove. La portata è di 2-4 metri cubi al secondo.
Il 13 settembre 2004 si apre un'altra frattura a quota 2350 metri, al margine estremo delle fratture secche che erano partite dalla base del Cratere di Sud-Est. Nei giorni successivi dalla bocca più in alto comincia ad uscire magma leggermente più ricco in gas che causa l'emissione di brandelli entro 20 metri dalla bocca, attorno al cratere si forma un hornito alto pochi metri, l'attività di spattering si ferma pochi giorni dopo.

### Sviluppo
Dopo la stabilizzazione delle bocche effusive si assiste ad una fase di allargamento del campo lavico che si espande sul fondo della Valle del Bove lontanissima dai più vicini centri abitati. La poca alimentazione delle colate causa sovrapposizioni dei flussi lavici che inspessiscono settimana dopo settimana il campo lavico nella zona alta della Valle del Bove. Il 19 ottobre vengono avvistate due esplosioni accompagnate da emissione di cenere da una delle bocche interne alla Voragine.
Il 31 ottobre 2004 in mattinata il fianco SE del Cratere di Sud-Est collassa e si forma una piccola depressione che nelle settimane successive continua ad ampliarsi. Questo versante del Cratere è piuttosto fragile e durante il 2006/2007 in quello stesso punto si forma una bocca a pozzo da cui in svariate occasioni prende vita un'attività esplosiva vigorosa.
L'eruzione prosegue con fasi alterne, la colata quasi subito si ingrotta per poi fuoriuscire molto più in basso, sempre all'interno della Valle del Bove.
Arriva il 2005 e l'eruzione prosegue con sovrapposizioni continue. All'alba dell'8 gennaio si nota un pennacchio di fumo nero che fuoriesce dal fianco orientale del Cratere di Sud-Est, la depressione continua ad allargarsi provocando crolli interni che causano nuvole di cenere che vengono immediatamente spostate via dai venti; la cenere comunque ricade sempre intorno alla zona sommitale. Nel mese di febbraio un braccio entra all'interno del vecchio cratere dei Monti Centenari risalente all'eruzione del 1852/53, il cono è ormai totalmente accerchiato; un altro cratere, appartenente alla stessa eruzione che si trovava poco sopra è stato totalmente seppellito dalla colata. Un nuovo collasso avviene la notte tra il 16 ed il 17 novembre sempre sul fianco orientale del Cratere di Sud-Est.
Grazie ai tunnel di scorrimento che permettono alla lava di percorrere il percorso in sotterranea e quindi senza la perdita di calore causata dal contatto con l'aria, il fronte avanza all'interno della Valle del Bove e raggiunge la quota di 1450 metri s.l.m. che rappresenta il fronte più avanzato di quest'eruzione.
Il 18 gennaio un altro sbuffo di vapore parte dalla zona sommitale del vulcano, stavolta dal Cratere di Nord-Est che è quello che presenta sempre la degassazione maggiore. Continuano le emissioni anche dal fianco del Cratere di Sud-Est da cui fuoriesce cenere il 27 e il 31 gennaio, sempre in maniera molto contenuta.

### Conclusione
L'emissione di lava diminuisce sempre più e i fronti si arrestano sempre più in alto fino al totale arresto dell'attività eruttiva che avviene l'8 marzo 2005.